# Gaetano Morelli
Gaetano Morelli (Crotone, 23 mei 1900 - Rome, 22 mei 1989) was een Italiaans rechtsgeleerde, hoogleraar en rechter. Hij was hoogleraar internationaal recht aan verschillende Italiaanse universiteiten. Sinds 1955 was hij lid van het Permanente Hof van Arbitrage en van 1961 tot 1970 rechter van het Internationaal Gerechtshof.

## Levensloop
Morelli voltooide zijn studie rechten in 1921 met een doctorstitel van de Universiteit Sapienza Rome, waar hij beïnvloed werd door hoogleraar internationaal recht Dionisio Anzilotti. Morelli werd later zelf hoogleraar aan de universiteiten van Modena, Padua, Napels en vanaf 1951 aan Sapienza. Daarnaast onderwees hij in 1937 en 1956 aan de Haagsche Academie voor Internationaal Recht.
Sinds 1955 was hij lid van het Permanent Hof van Arbitrage in Den Haag en van 1961 tot 1970 was hij gedurende een volledige termijn rechter van het Internationaal Gerechtshof in dezelfde stad. Ervoor diende hij al eens in een zaak als ad-hocrechter.
Morelli werd in 1950 opgenomen als lid van het Institut de Droit International; de zitting in 1973 in Rome leidde hij als voorzitter. Verder was hij sinds 1956 corresponderend en vanaf 1963 gewoon lid van de Accademia Nazionale dei Lincei. Vanuit wetenschappelijk opzicht lag zijn zwaartepunt in het internationale bestuursrecht en het internationale burgerlijk procesrecht.

## Werk (selectie)
- 1935: Lezioni di diritto internazionale: Diritto processuale civile internazionale, Padua
- 1938: La théorie générale procès international Parijs
- 1946: Lezione di diritto internazionale privato Padua
- 1975: Il processo internazionale, Milaan
- 1986: Elementi di diritto internazionale privato italiano, Napels

- Bibliothèque nationale de France: cb12434231j (data)
- CiNii: DA02955296
- Gemeinsame Normdatei: 143924729
- International Standard Name Identifier: 0000 0001 2022 224X
- Library of Congress Control Number: n88670371
- Nationale bibliotheek van Australië: 35781786
- Nationale Bibliotheek van Israël: 987007279411705171
- Nederlandse Thesaurus van Auteursnamen: 070864624
- Réseau des bibliothèques de Suisse occidentale: 02-A003608829
- Istituto Centrale per il Catalogo Unico: RAVV021919
- Système universitaire de documentation: 033480397
- Virtual International Authority File: 22233247
- WorldCat: E39PBJfcTkfyqhKd9qkT3V3vpP